# 娜歐蜜·帕克·弗雷利
娜歐蜜·帕克·弗雷利（英語：Naomi Parker Fraley；1921年8月26日—2018年1月20日）是第二次世界大戰期間一位美國女性後勤機械工，她被認為是宣傳海報《我們能做到！》所描繪的鉚釘女工的原型人物。她在二戰期間曾為阿拉米達海軍航空基地服務，負責組裝飛機。戰後她在棕櫚泉的著名餐館「玩偶之家」擔任女侍應。
1942年，她操作工具機的情景被攝影師拍下，這張照片被認為是1943年《我們能做到！》海報的靈感來源。人們原先一直認為照片主角的真實身份是另一位女工傑拉爾丁·霍夫，到了2010年代才被證實拍攝的模特兒為娜歐蜜·帕克·弗雷利。這場誤會被認為是三人成虎的經典案例。

## 早年
娜歐蜜·弗恩·帕克於1921年8月26日出生於土爾沙，她是約瑟夫·帕克（Joseph Parker）與埃絲特·雷斯（Esther Leis）所生的八個孩子中的老三。她的父親約瑟夫是一位礦業工程師，母親埃絲特則是一位家庭主婦。帕克家之後從紐約移居至加利福尼亚州。1941年珍珠港事件發生當時，帕克家正定居於加利福尼亞州阿拉米達。隨後她與妹妹愛達（Ada）便到阿拉米達海軍航空基地工作，在那她們倆被分配到飛機組裝的勞務。

## 我們能做到！

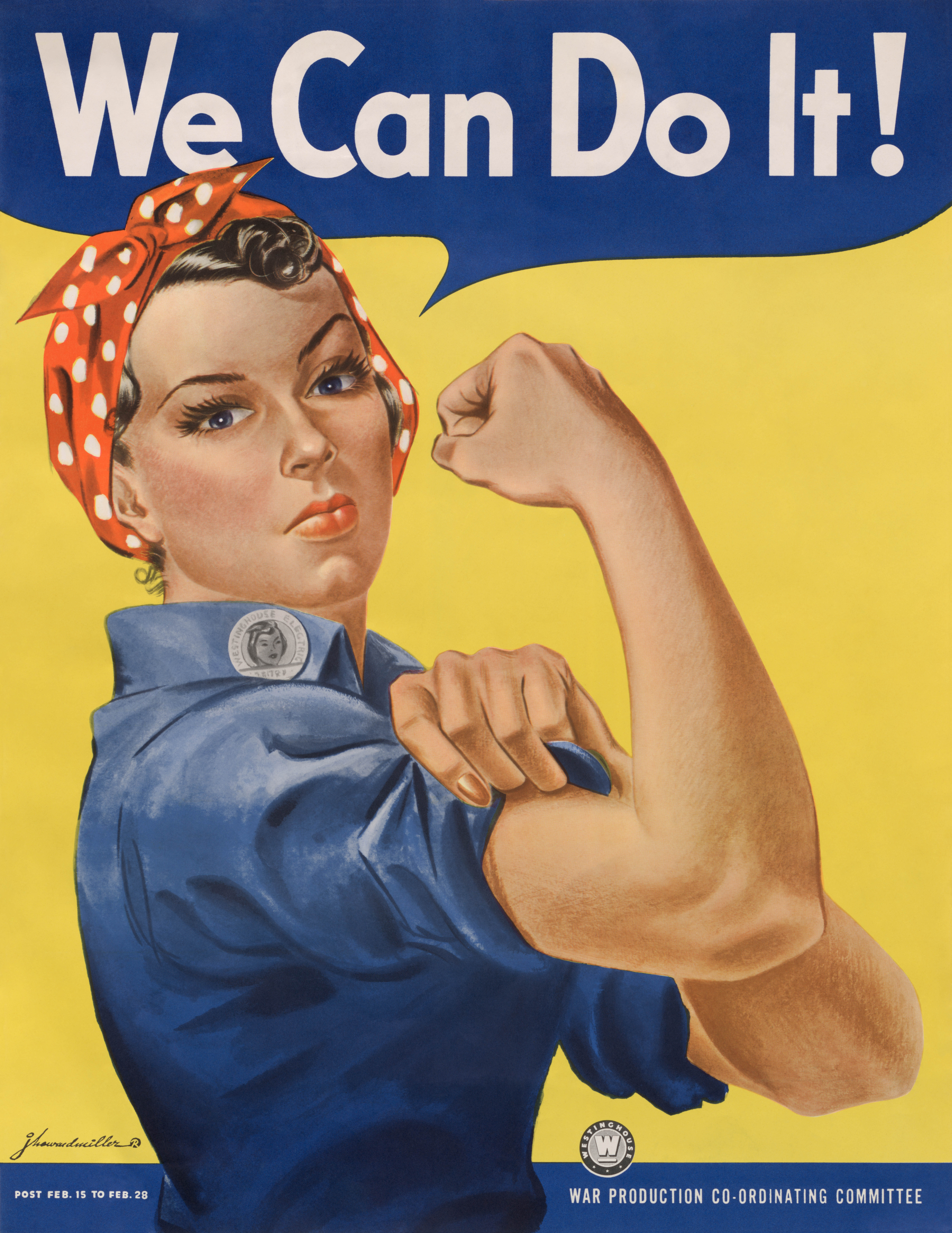
1943年的宣傳海報《我們能做到！》

1942年，帕克操作普惠公司垂直成型機的情景被攝影師拍下，該照片於7月5日被刊登在包括匹茲堡報刊在內的許多家當地媒體上。隔年，匹茲堡藝術家J·霍華德·米勒（J. Howard Miller）受西屋電氣雇用，為該公司設計以「戰時投入」為主題的一系列海報。《我們能做到！》便是這系列海報中最出名的一張，一般認為米勒在設計該海報時被帕克的黑白照片激發了靈感。
2011年，帕克參與了在鉚釘女工/第二次世界大戰家庭前線國家歷史公園舉辦的一場重聚聯歡會，並在那時認出了自己1942年時的照片。她驚訝地發現，照片上標示的人名不是自己，而是另一位女工傑拉爾丁·道爾，她寫信給園方以糾正這個錯誤。園方當時為她的特地告知表達感謝之意。傑拉爾丁·道爾誤認為照片中的女子是自己，也讓大眾誤以為海報的原型人物是她。這場誤會被認為是以訛傳訛的經典案例：透過不斷重複引用錯誤證據，使人們逐漸將該錯誤認定為真實。

### 詹姆斯·J·金布爾的研究
薛頓賀爾大學教授詹姆斯·J·金布爾（James J. Kimble）對作為《我們能做到！》靈感來源的照片主角的真實身份起了興趣。他追蹤照片來源，最後得以發現照片主角的實際身份為「娜歐蜜·帕克」。實際上在1942年3月照片拍攝時，傑拉爾丁·道爾仍就讀高中，她是畢業後才去工廠上班，所以不可能是照片主角。
2015年2月，金布爾教授分別拜訪了93歲的娜歐蜜·帕克·弗雷利與她91歲的妹妹愛達·溫·莫福德（Ada Wyn Morford）。他發現姊妹倆在多年前就已經發現照片主角的身份錯誤，她們曾試圖更正歷史錯誤，但卻被回絕了。金布爾也得知帕克仍留著1942年那時的剪報。金布爾確信她就是照片中的主角，但也指出從設計海報的J·霍華德·米勒所留下的紀錄中，無從證實海報的靈感來源究竟是哪一位女性。

## 晚年
二戰結束後，帕克在棕櫚泉的著名餐館「玩偶之家」擔任女侍。她曾結過三次婚，第一任丈夫是約瑟夫·布蘭肯希普（Joseph Blankenship），兩人後來離婚。第二任丈夫是約翰·穆里格（John Muhlig），1971年穆里格去世後她又恢復單身。她在1979年與第三任丈夫查爾斯·弗雷利（Charles Fraley）成婚，弗雷利後來在1998年去世。
2017年2月，帕克搬到了華盛頓州長景市，同一年她住進了當地的養老院。2018年1月20日，帕克以96歲高齡離世。一個月後，專門報導近期過世名人生平的廣播節目《臨別一語》在節目上讚揚了她的事蹟。

## 外部連結
- 揭露鉚釘女工的祕密身分 （页面存档备份，存于），歷史頻道